# Pielgrzymów (Opolské vojvodství)

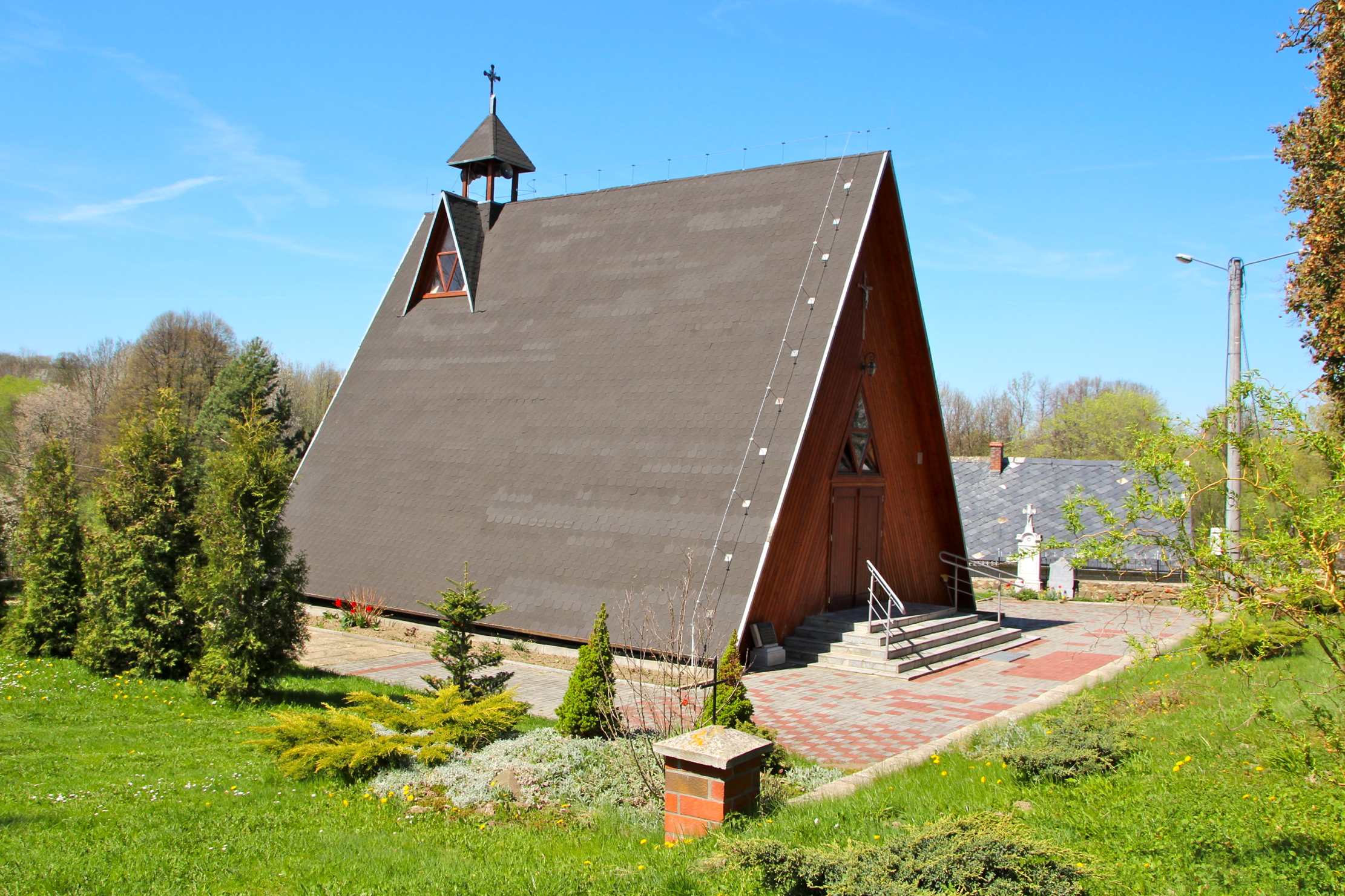
Kostel

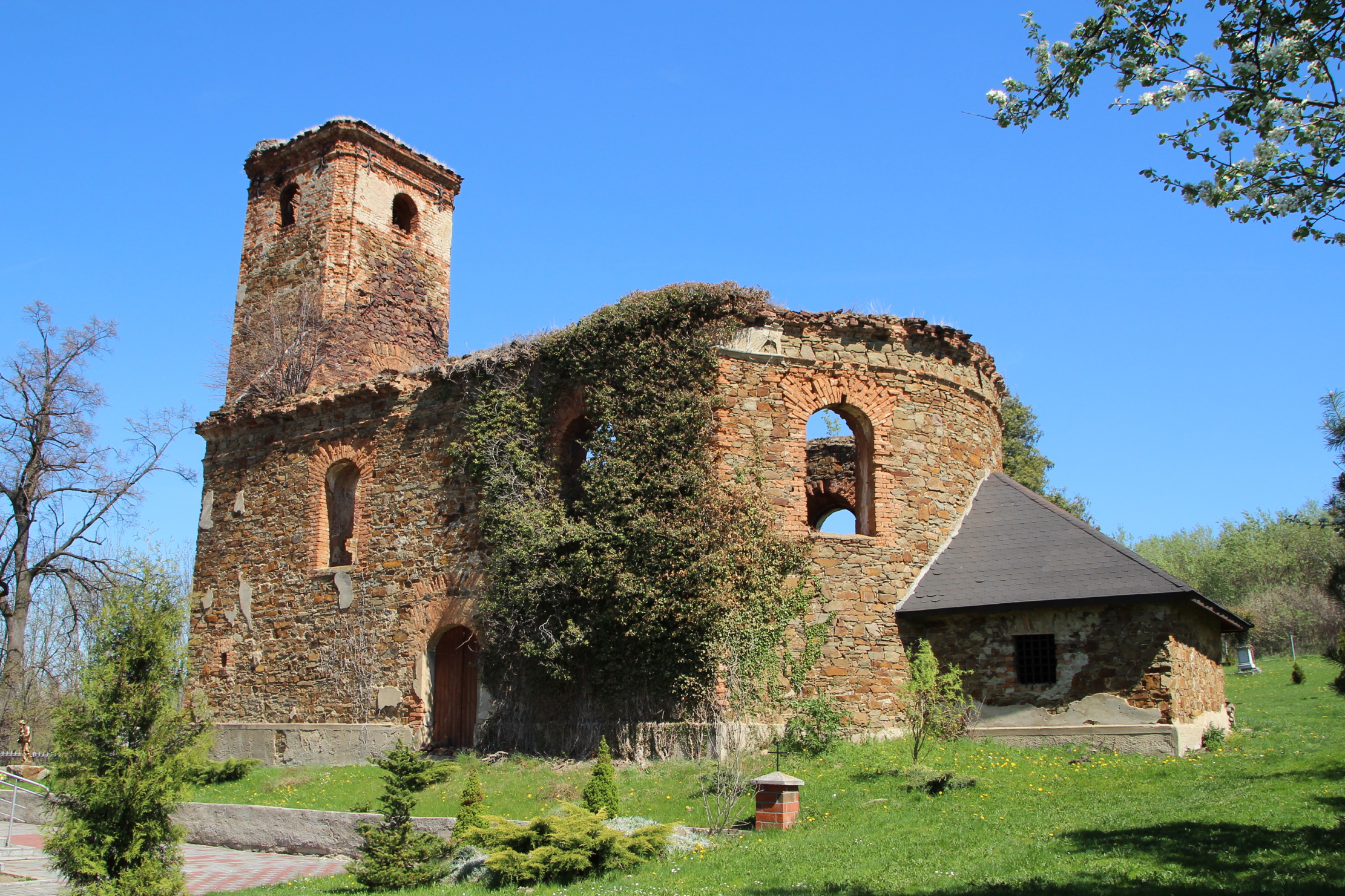

Pielgrzymów (česky Pelhřimovy, do konce 19. století též Poruba, německy Pilgersdorf nebo Preussisch-Pilgersdorf nebo Schlesisch-Pilgersdorf) je ves v jižním Polsku, v Opolském vojvodství, v okrese Hlubčice, v gmině Hlubčice, v jihovýchodní části Zlatohorské vrchoviny na pravém břehu potoka, který v tomto úseku různé zdroje označují různými názvy (Hrozová, Trója, Biskupický potok, Wielki Potok). 

## Příroda
Vesnice se nachází v přírodním parku (polsky obszar chronionego krajobrazu) Rajón Mokre - Lewice.

## Historie

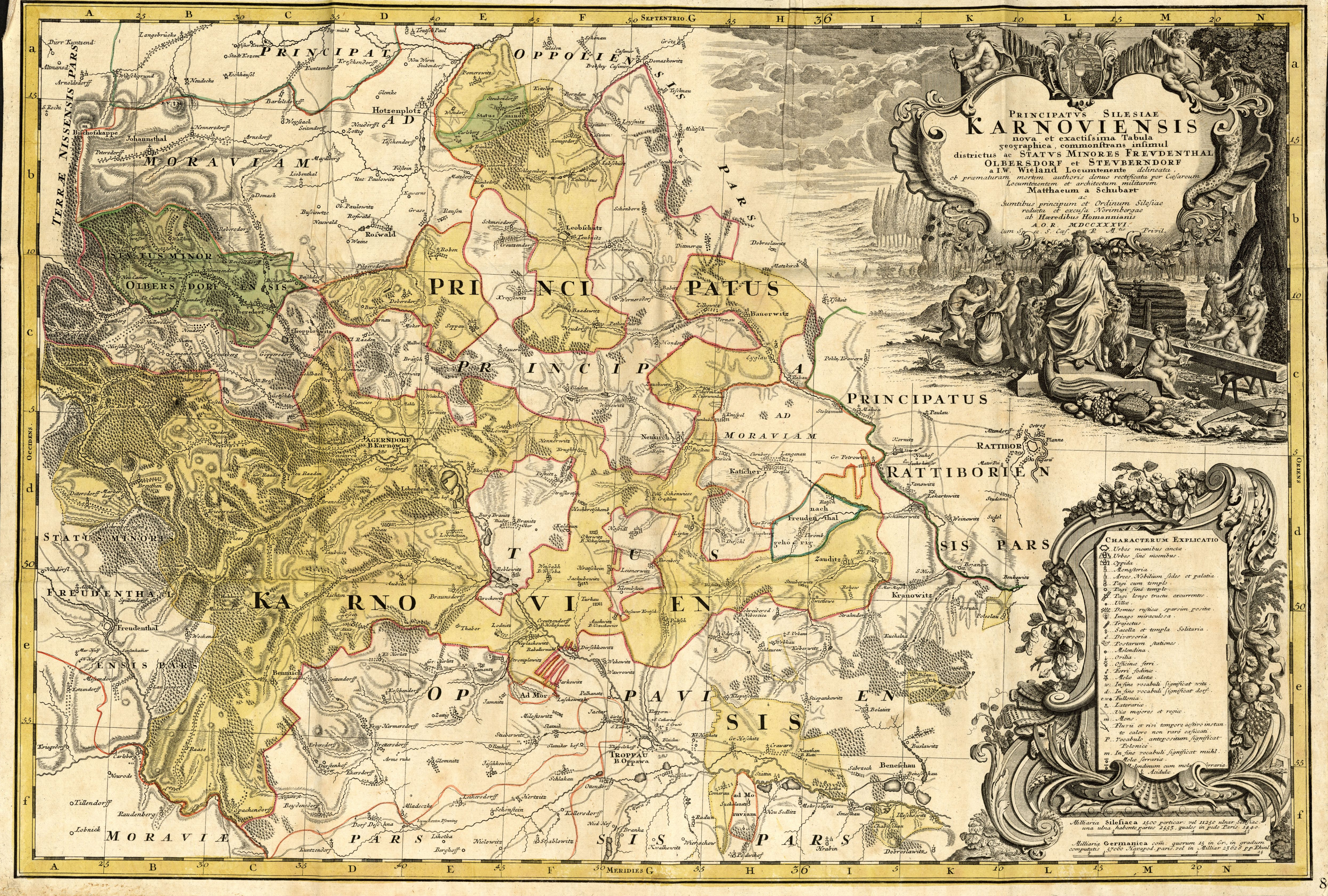
Mapa Krnovského knížectví a okolních celků, se zakreslenou obcí Pilgersdorff

Vesnice je dvojčetem sousedních Pelhřimov, které s ní urbanisticky souvisely. Až do roku 1742 byla tato nyní polská ves součástí slezského Krnovského knížectví, zatímco sousední Pelhřimovy náležel, jako součást Osoblažska, k Moravě. Obě vesnice byly zároveň součástí Habsburské monarchie. Po válce o Slezsko však roku 1742 připadl nynější Pielgrzymów Prusku. Teprve od roku 1945 náleží z vůle tehdejšího Sovětského svazu Polsku. Dříve rakouská část je dnes katastrálním územím Pelhřimovy (německy Mährisch Pilgersdorf) obce Slezské Rudoltice v Česku.
Koncem května 2020 došlo k incidentu, kdy polská armáda v rámci protikoronavirových opatření obsadila české území v okolí Panské kaple, utábořila se zde a bránila českým občanům v přístupu do kapličky, stojící na českém území asi 30 metrů od státní hranice, pravděpodobně po dobu několika dní. Na české cestě odbočující z české strany ke kapli vybudovali polští vojáci zátarasy. Dne 28. května se samopaly v rukou zabránili k přístupu ke kapli stavebnímu inženýrovi, který zde pro vlastníka kapličky provádí stavební dozor. V pátek 12. června 2020 polské ministerstvo obrany přiznalo „krátkou okupaci“ malé části území České republiky, označilo rozmístění pohraniční hlídky za důsledek nedorozumění, ne úmyslný čin, a uvedlo, že prý okamžitě došlo k nápravě a případ byl vyřešen. České ministerstvo zahraničí potvrdilo, že polští vojáci omylem překročili hranici a zaujali tam pozice, na což české velvyslanectví ve Varšavě polskou stranu muselo upozornit. Podle českého ministerstva zahraničí však Polsko však dosud formálně nevysvětlilo, proč omylem anektovalo kus sousední země. Ani jedno z ministerstev neupřesnilo, kolik dní tato okupace trvala.

## Památky
Ve východní části vsi podél cesty na Dobieszów se nachází barokně-klasicistní zámek se zámeckým parkem. Nedaleká původně příslušející kaple svaté Anny se při úpravě státní hranice roku 1930 dostala na moravské území, tedy je od zámku oddělena státní hranicí.

## Cestovní ruch
Ve vsi se nachází agroturistická farma Antończyk.

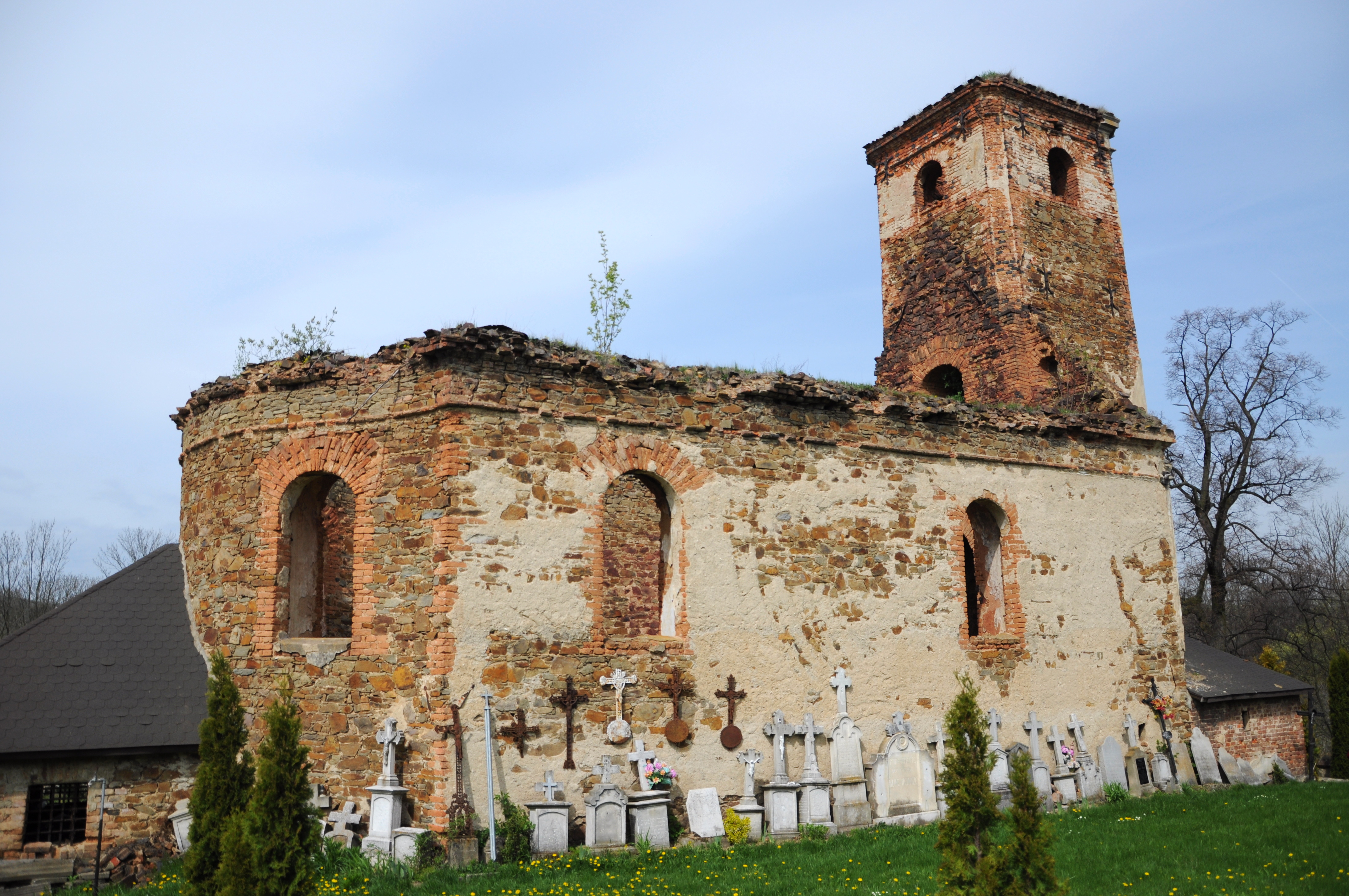
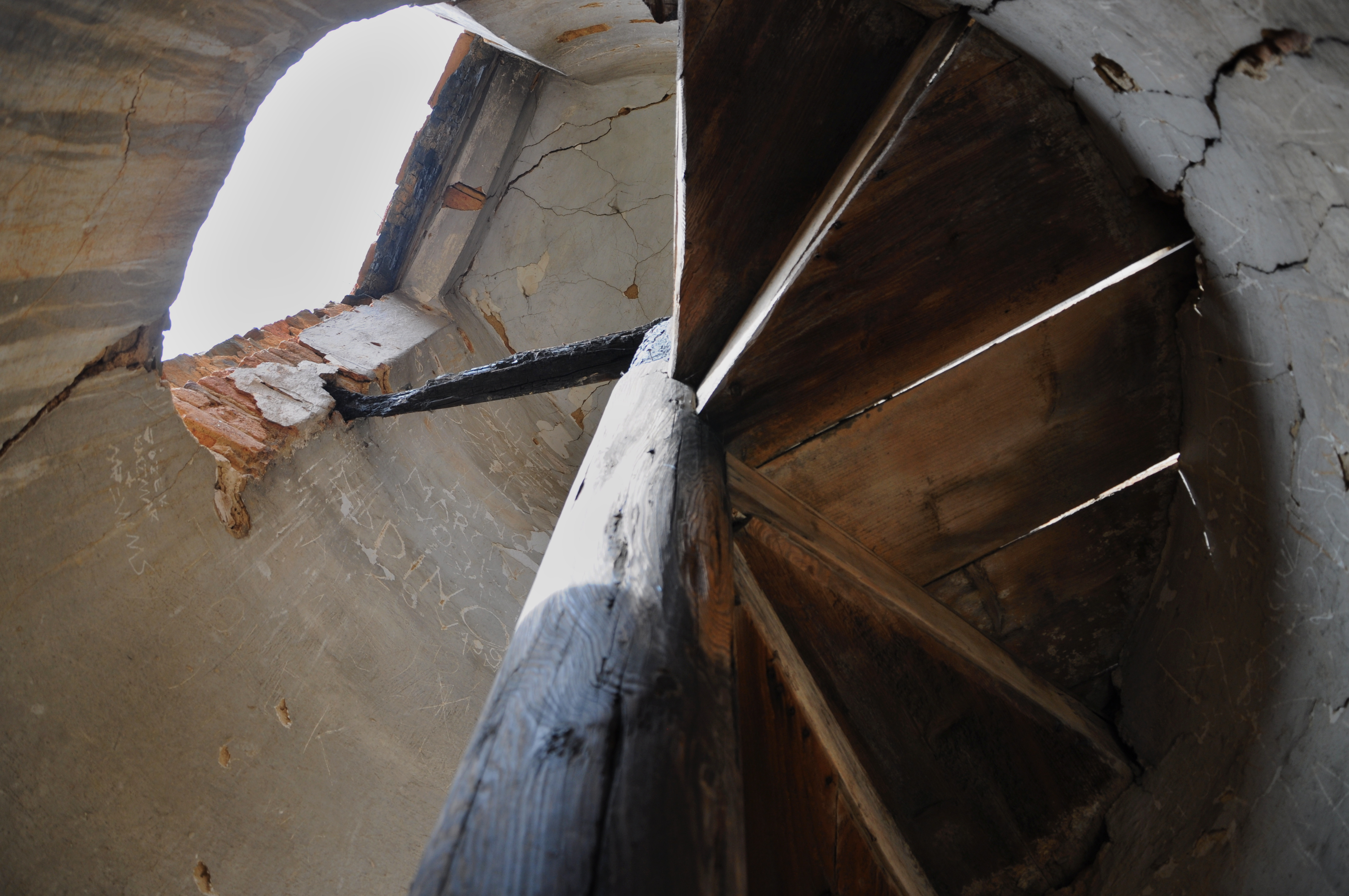
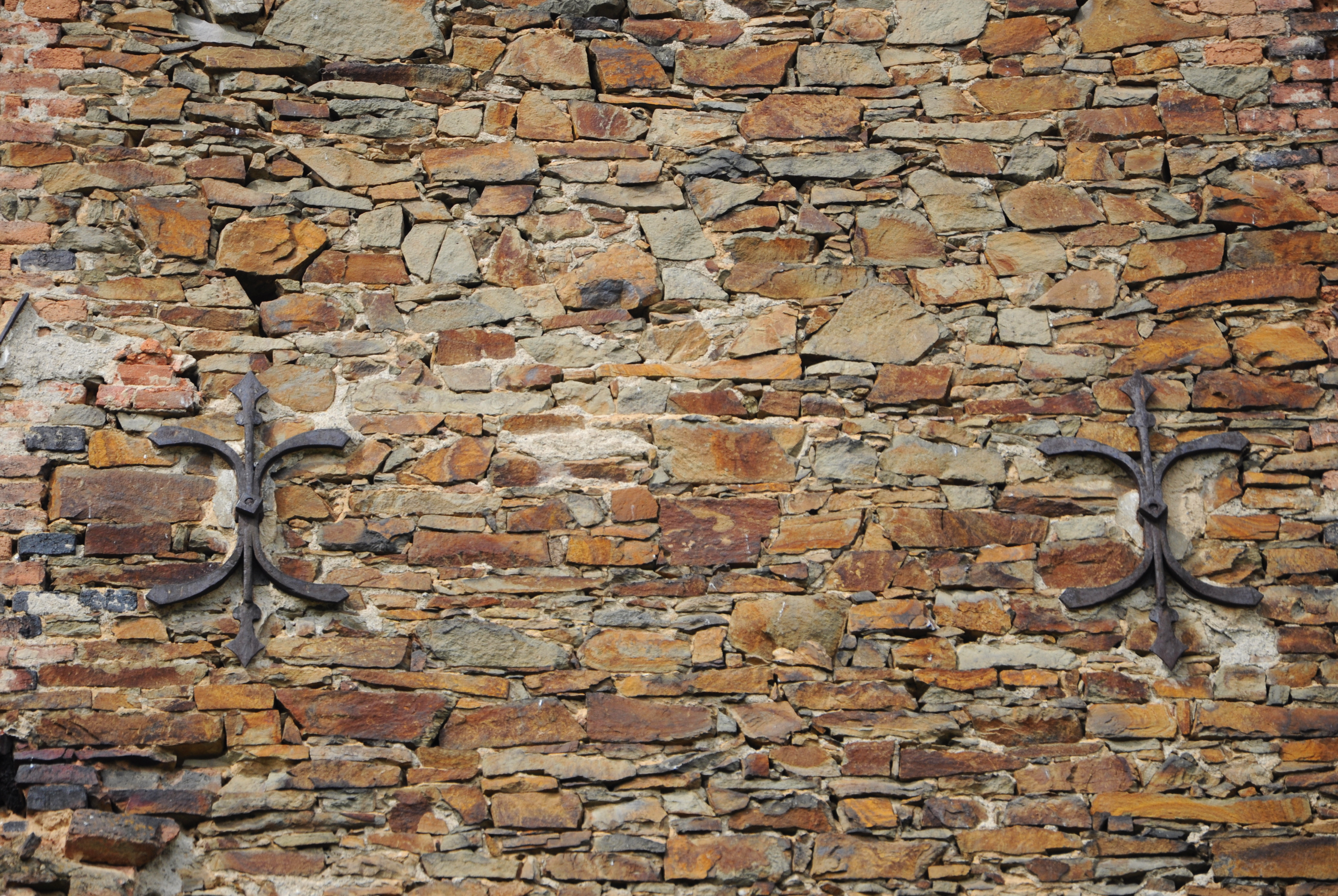
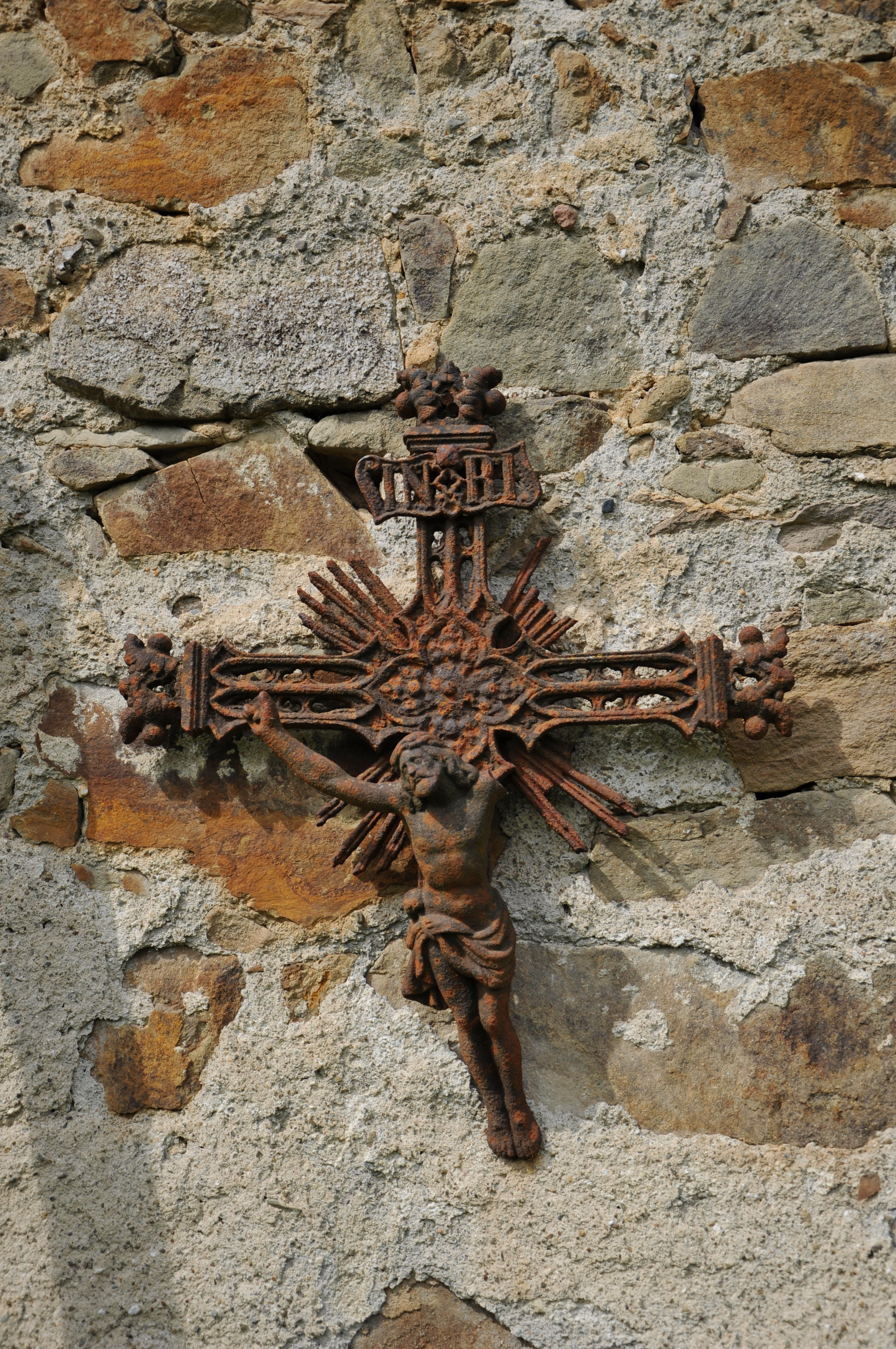
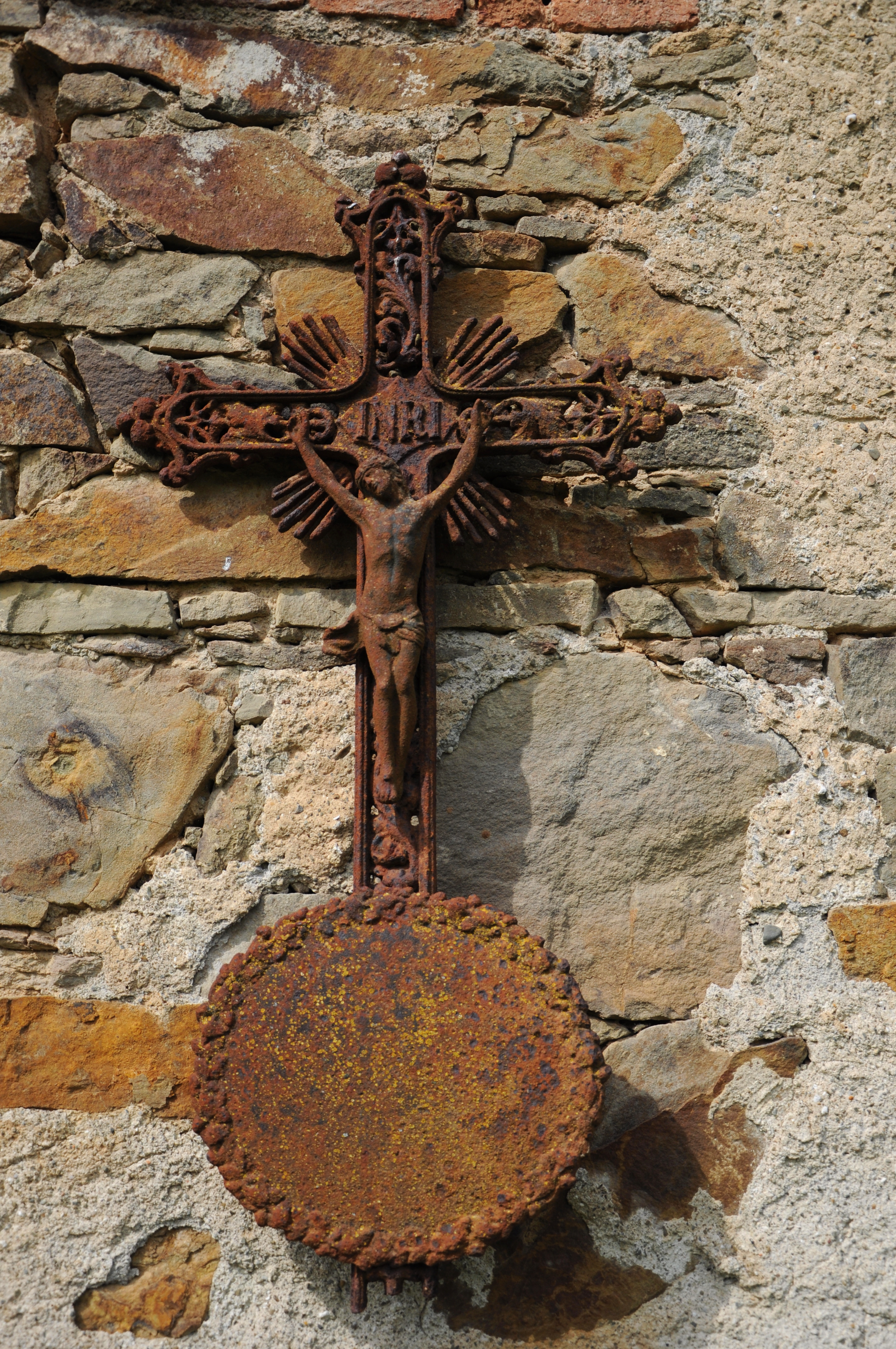

'